# Zuni (gorje)
Gorje Zuni (eng. Zuni Mountains, navajo: Naasht’ézhí Dził ili Ńdíshchííʼ Ląʼí) su gorje u okrugu Ciboli u sjeverozapadnom Novom Meksiku. Mali se dio prostire u okrug McKinleyj.  Gorje se većim dijelom nalazi unutar nacionalne šume Cibole, južno od međudržavne ceste 40, jugoistočno od Gallupa, prema jugozapadu od Grantsa. Gorski je lanac dug oko šezdeset milja i širok četrdeseet milja. Najviši je vrh Mount Sedgwick, 2821 m; pojedine uzvisine u lancu se spuštaju do 1950 m.
Gorje se nalazi na 35°10′4″N 108°19′0″W / 35.16778°N 108.31667°W, okružuje ga indijanski rezervati Zuni, Ramah Navajo i nacionalni spomenik El Morro na jugozapadu, El Malpais na jugu, Acoma Pueblo na istoku i na sjeveru Nacija Navajo, poluautonomno područje pod upravom Indijanaca.
Gorje Zuni je erodirana antiklinala dvije milijarde godina starog prekambrijskog granita i metamorfnih stijena u svojoj jezgri.

## Vanjske poveznice
- Turistički ured Novog Meksika  Arhivirana inačica izvorne stranice od 20. kolovoza 2010. (Wayback Machine)